# Kraftwerk Nanpu
Das Kraftwerk Nanpu (bzw. Nanbu oder Nan-Pu) ist ein GuD-Kraftwerk im Bezirk Qianzhen, regierungsunmittelbare Stadt Kaohsiung, Taiwan, das am Südchinesischen Meer liegt. Die installierte Leistung beträgt mit Stand November 2022 knapp 1,12 GW. Das Kraftwerk ist im Besitz von Taipower und wird auch von Taipower betrieben.
Das Kraftwerk ging im Oktober 1955 in Betrieb; zu diesem Zeitpunkt bestand es aus drei mit Kohle und drei mit Gas befeuerten Blöcken, die eine Gesamtleistung von ungefähr 300 MW hatten. Diese Blöcke wurden im Dezember 1983 und im November 1993 stillgelegt.

## Kraftwerksblöcke
Das Kraftwerk besteht gegenwärtig aus vier Blöcken. Die folgende Tabelle gibt einen Überblick:
| Block | Max. Leistung (MW) | Betriebsbeginn | Turbine | Generator | Dampfkessel | Status     |
| ----- | ------------------ | -------------- | ------- | --------- | ----------- | ---------- |
| 1     | 288,8              | 12.09.1995     | Siemens | Siemens   | Siemens     | in Betrieb |
| 2     | 288,8              | 28.11.1995     | Siemens | Siemens   | Siemens     | in Betrieb |
| 3     | 288,8              | 17.09.1996     | Siemens | Siemens   | Siemens     | in Betrieb |
| 4     | 251,4              | 30.06.2003     | MHI     | Melco     | MHI         | in Betrieb |

Die Blöcke 1 bis 3 bestehen aus je zwei Gasturbinen (GT) sowie einer nachgeschalteten Dampfturbine (DT). An die GT ist jeweils ein Abhitzedampferzeuger angeschlossen; die Abhitzedampferzeuger versorgen dann die DT.
Die ersten vier GT wurden von Siemens 1992 geliefert; sie gingen im Juni 1993 in Betrieb. Die zugehörigen DT wurden danach installiert und an die GT angeschlossen.